# معتلي الشجر
مُعتلي الشجر أو جَوْثَل أو إبدندروم ويختصر إلى مُعتلي "Epi" في تجارة البستنة (الاسم العلمي: Epidendrum)، هو جنس استوائي جديد من فصيلة السحلبية. يضم أكثر من 1500 نوع، تصفه بعض المراجع بأنه جنس ضخم. يشير اسم جنس (من اليونانية επί، مُعتلي، وδένδρον، غُصينه، «معتلي الأشجار») إلى عادة نموها الفوقي.